# Coupe d'Algérie de football 1984-1985
Navigation
Coupe d'Algérie
1983-1984 Coupe d'Algérie
1985-1986
La Coupe d'Algérie de football 1984-1985 voit la victoire du MP Oran, qui bat le CRE Constantine en finale.
C'est la 3e Coupe d'Algérie remportée par le MP Oran (la deuxième consécutive) et c'est la 1re fois que le CRE Constantine atteint la finale de cette compétition.
C'est la 2e finale consécutive pour le MPO.

## Déroulement de la compétition

### Calendrier
| Tour                      | Nom                       | Dates retenues                         | Équipes participantes     | Équipes gagnantes         |                           |
| Compétition propre (1985) | Compétition propre (1985) | Compétition propre (1985)              | Compétition propre (1985) | Compétition propre (1985) | Compétition propre (1985) |
| ------------------------- | ------------------------- | -------------------------------------- | ------------------------- | ------------------------- | ------------------------- |
| 6                         | 32e de finale             | les 18 janvier 1985 et 19 janvier 1985 | 32                        | 16                        |                           |
| 6                         | 16e de finale             | les 15 février 1963                    | 16                        | 8                         |                           |
| 6                         | 8e de finale              | les 12 avril 1985                      | 16                        | 8                         |                           |
| 7                         | 1/4 de finale             | le 31 mai 1985                         | 8                         | 4                         |                           |
| 8                         | 1/2 finales               | le 6 juin 1985                         | 4                         | 2                         |                           |
| 9                         | Finale                    | le 21 juin 1985                        | 2                         | 1                         |                           |

## Soixante-quatrièmes de finale
(Avant Dernier tour régional)
| Ligue de l'Ouest (LOFA) (vendredi 21 décembre 1984 à 14h 30) |                              |                       |                                    |  |                           |                 |
| 1                                                            | ESOM Mostaganem (D2)         | 3-2                   | IRB Sougueur (D2)                  |  | vendredi 21 décembre 1984 | Oran            |
| 2                                                            | Nadit Bel Abbès (D2)         | 3-1                   | CRB Témouchent (D2)                |  |                           | Oran            |
| 3                                                            | MB Saida (D2)                | 3-1                   | CRB Sidi M'hammed Benaouda (D3-DH) |  |                           | Tighennif       |
| 4                                                            | CS Université d'Oran (D2)    | 2-3                   | CCB Sig (D2)                       |  |                           | Mostaganem      |
| 5                                                            | IRB Mohamadia (D2)           | 3-2                   | CB Ain Tedles (D?)                 |  |                           | Mostaganem      |
| 6                                                            | JSM Béchar (D?)              | 1-4                   | IRB Relizane (D2)                  |  |                           | Mécheria        |
| 7                                                            | HB El Bordj (D4-DPH)         | 0-0 ap (fcbf aux pen) | CRB Frenda (D2)                    |  |                           | Saida           |
| 8                                                            | CMH Oran (D3-DH)             | 1-0                   | Nasr Es Senia (D3-DH)              |  |                           | Témouchent      |
| 9                                                            | ES Tiaret (D2)               | 1-3                   | Nadit Oran (D2)                    |  |                           | Relizane        |
| 10                                                           | IRB Medrissa (D3-DH)         | 2-1                   | AS Transport Oran (D?)             |  |                           | Relizane        |
| 11                                                           | CRB Mecheria (D2)            | 2-2 ap (CRBM aux pen) | Nadi CASORAN (D?)                  |  |                           | Saida           |
| 12                                                           | GRB Tighennif (D2)           | 9 - 0                 | IRB Sidi Lakhdar (D?)              |  |                           | Oran            |
| 13                                                           | IRB Arzew (D3-DH)            | -                     | ...                                |  |                           |                 |
| 14                                                           | CRB Sfisef (D2)              | -                     | ...                                |  |                           |                 |
| Ligue du Centre (// à 14h 30)                                |                              |                       |                                    |  |                           |                 |
| 1                                                            | USM Blida (D2)               | -                     | ...                                |  |                           |                 |
| 2                                                            | RIJ Alger (D2)               | -                     | ...                                |  |                           |                 |
| 3                                                            | CB Sidi Moussa (D3-DH)       | -                     | ...                                |  |                           |                 |
| 4                                                            | JH Djazaïr (D2)              | -                     | ...                                |  |                           |                 |
| 5                                                            | IR Santé d'Alger (D3-DH)     | -                     | ...                                |  |                           |                 |
| 6                                                            | Nadit Alger(D2)              | -                     | ...                                |  |                           |                 |
| 7                                                            | IRB Laghouat (D2)            | -                     | ...                                |  |                           |                 |
| 8                                                            | DRB Baraki (D2)              | -                     | ...                                |  |                           |                 |
| 9                                                            | IR Tidjara (D2)              | -                     | ...                                |  |                           |                 |
| 10                                                           | IRB Mourad Rais (D3-DH)      | -                     | ...                                |  |                           |                 |
| 11                                                           | MB Tablat (D2)               | -                     | ...                                |  |                           |                 |
| 12                                                           | OM Médéa (D2)                | -                     | ...                                |  |                           |                 |
| 13                                                           | IRB El Biar (D2)             | -                     | ...                                |  |                           |                 |
| 14                                                           | SR Khemis (D2)               | -                     | ...                                |  |                           |                 |
| Ligue de l'Est(// à 14h 30)                                  |                              |                       |                                    |  |                           |                 |
| 1                                                            | CRE Constantine (D3-DH)      | 3-0*                  | OMS Guelma                         |  |                           | forfait de OMSG |
| 2                                                            | JS Djidjel (D2)              | -                     | ...                                |  |                           |                 |
| 3                                                            | MB Skikda (D2)               | -                     | ...                                |  |                           |                 |
| 4                                                            | MB Batna (D2)                | -                     | ...                                |  |                           |                 |
| 5                                                            | AJ Constantine (MOC) (D2)    | -                     | ...                                |  |                           |                 |
| 6                                                            | IRB Khenchela (D2)           | -                     | ...                                |  |                           |                 |
| 7                                                            | ASPTT Sétif (Barid) (D3-DH)  | -                     | ...                                |  |                           |                 |
| 8                                                            | AS Ain M'lila (D2)           | -                     | ...                                |  |                           |                 |
| 9                                                            | CS Constantine (D2)          | -                     | ...                                |  |                           |                 |
| 10                                                           | FC Tahir (D4-DPH)            | -                     | ...                                |  |                           |                 |
| 11                                                           | MB El Eulma (D3-DH)          | -                     | ...                                |  |                           |                 |
| 12                                                           | Nadi Sétif (Casoral) (D2)    | -                     | ...                                |  |                           |                 |
| 13                                                           | IRB Sétif (D2)               | -                     | ...                                |  |                           |                 |
| 14                                                           | IR Santé Constantine (D3-DH) | -                     | ...                                |  |                           |                 |
| 15                                                           | HB Chelghoum Laïd (D2)       | -                     | ...                                |  |                           |                 |
| 16                                                           | SOC Annaba (D3-DH)           | -                     | ...                                |  |                           |                 |

## Trente-deuxièmes de finale
Les matchs des trente-deuxièmes de finale se sont joués le vendredi 18 janvier 1985 (76 buts / 32 matches)
| Ligue du Centre (LRFC) Dernier tour régionalː 25 buts / 12 matches     |                              |                   |                           |                                                                                               |                                         |
| 1                                                                      | JH Djazaïr (D2)              | 1 - 2 (a.p)       | USK Alger (D2)            | Laroui 30e / Baâziz 50e 117e                                                                  |                                         |
| 2                                                                      | USM El Harrach (D1)          | 1 - 0 (a.p)       | IRB Laghouat (D2)         | Jefjef 114e                                                                                   | Stade communal de K'seur El-Boukhari    |
| 3                                                                      | JE Tizi Ouzou (D1)           | 4 - 0             | RIJ Alger (D2)            | Bouiche 5e 59e 85e (pen.), Menad 61e                                                          | Stade communal de Hadjout (Hadjout)     |
| 4                                                                      | WO Boufarik (D1)             | 2 - 1 (a.p)       | OM Médéa (D2)             | Baya 18e 102e / mébarki 80e                                                                   | Stade communal d'El-Koléa               |
| 5                                                                      | JS Bordj Menaïl (D1)         | 1 - 0             | MB Tablat (D?)            |                                                                                               |                                         |
| 6                                                                      | Chlef SO (D1)                | 2 - 0             | IRB Mourad Rais (D?)      | Rekad 55e, Megharia 67e                                                                       | Stade Belkheir                          |
| 7                                                                      | RS Kouba (D1)                | 2 - 1 (a.p)       | DRB Baraki (D2)           | Benkaci 27e, Abderrahim 103e / Belaid 87e (pen.)                                              | Stade Fréres Brakni (Blida)             |
| 8                                                                      | MP Alger (D1)                | 2 - 0             | CB Sidi Moussa (D?)       | Yacef 12e, Farhi 70e (pen.)                                                                   | Stade Rebbouh (Mouzaia)                 |
| 9                                                                      | IRB El Biar (D?)             | 0 - 1             | SR Khemis (D2)            | Hadjal                                                                                        | Stade communal de Boufarik              |
| 10                                                                     | IR Tidjara (D2)              | 0 - 1             | USM Blida (D2)            | Habbouche 77e                                                                                 | Stade 1er-Novembre (El-Harrach)         |
| 11                                                                     | CM Belcourt (D1)             | 1 - 0             | IR Santé (D?)             | Miranella 83e                                                                                 | Stade du 20-Août-1955 d'Alger           |
| 12                                                                     | MA Hussein Dey (D?)          | 1 - 2 (a.p)       | Nadit Alger(D2)           | Maiche 30e / Azza 23e, Benziane 96e (pen.)                                                    | Stade du 20-Août-1955 d'Alger           |
| Ligue de l'Est (Constantine) Dernier tour régional 19 buts / 10 maches |                              |                   |                           |                                                                                               |                                         |
| 1                                                                      | EP Sétif (D1)                | 0 - 0 (3-1 t.a.b) | JS Djidjel (D2)           | -                                                                                             | Béjaia                                  |
| 2                                                                      | ESM Guelma (D1)              | 1 - 0 (a.p)       | MB Skikda (D2)            | Guerri 99e                                                                                    | Stade 17 juin de Constantine            |
| 3                                                                      | MB Batna (D2)                | 2 - 0             | AJ Constantine (MOC) (D2) |                                                                                               | match retard                            |
| 4                                                                      | USM Annaba (D1)              | 1 - 0             | USM Khenchela (D2)        | Djeghal 15e                                                                                   | Stade 17 juin de Constantine            |
| 5                                                                      | ASPTT Sétif (Barid) (D3)     | 0 - 4             | CRE Constantine (D3)      | Benkenida Samir 35e 51e 75e 76e                                                               | Stade communal de Chelghoum Laid        |
| 6                                                                      | AS Ain M'lila (D2)           | 0 - 2             | CM Constantine (D2)       |                                                                                               | à Sétif (terrain enneigé), match retard |
| 7                                                                      | WFK Collo (D1)               | 1 - 0             | FC Tahir (D3)             |                                                                                               |                                         |
| 8                                                                      | Nadi Sétif (Casoral) (D2)    | 0 - 2             | MB El Eulma (D3)          | Achani (3) 37e, Achani (1) 78e                                                                |                                         |
| 9                                                                      | IRB Sétif (D2)               | 2 - 1 (a.p)       | IR Santé Constantine (D3) | Touabti 74e 102e / Boukhanoufa 88e                                                            | à Chelghoum Laid                        |
| 10                                                                     | HB Chelghoum Laïd (D2)       | 1 - 2             | SOC Annaba (D3)           |                                                                                               |                                         |
| Ligue de l'Ouest (Oran) Dernier tour régional 32 buts /10 matches      |                              |                   |                           |                                                                                               |                                         |
| 1                                                                      | MP Oran (D1)                 | 3 - 2 (a.p)       | MB Saïda (D2)             | Amkhout 36e Cheloua 100e Meziane 114e / Rahmani 16e Khalef 105e (pen.)                        | Stade 24 février 56 de Sidi Bel Abbés   |
| 2                                                                      | GCR Mascara (D1)             | 2 -0              | CRB Frenda (D2)           | Belhadj Mourad 69e Menad 83e                                                                  | Stade des Fréres Braci de Saida         |
| 3                                                                      | JCM Tiaret (D1)              | 3 - 2             | CRB Sfisef (D2)           | Ardjaoui Mourad 47e 90e Zaoui 88e / Benyamina 4e (csc) Abbou 40e                              | Stade OPOW Mostaganem                   |
| 4                                                                      | WM Tlemcen (D1)              | 1 - 1 (4-3 t.a.b) | IRB Arzew (D3)            | Amrani 27e / itim (2) 41e                                                                     | Stade Embarek Boucif de Ain Témouchent  |
| 5                                                                      | ASC Oran (D1)                | 1 - 1 (3-4 t.a.b) | Nadi Bel Abbès (D2)       | Kechamli 60e (pen.) / Megherbi 46e                                                            | Stade OPOW Mostaganem                   |
| 6                                                                      | ESM Bel-Abbès (D1)           | 3 - 2 (a.p)       | CCB Sig (D2)              | Boumeziza 22e (pen.) Louahla Tarek 47e Bouhenni 100e / Mouheb 21e Rouaia 82e                  | Stade de Meflah Aoued, Mascara          |
| 7                                                                      | CRB Mecheria (D2)            | 0 - 1             | IRB Relizane (D2)         | Chemaa Hadj Amar 52e                                                                          | Stade des Trois Fréres Zerga de Tlemcen |
| 8                                                                      | CMH Oran (D3) (Halib Wahran) | 0 - 1             | Nadit Oran (D2)           | El Yassini 89e                                                                                | Stade 19 juin d'Oran                    |
| 9                                                                      | GRB Tighennif(D2)            | 2 - 2 (4-2 t.a.b) | ESOM Mostaganem (D2)      | Benarra Kadour dit Smitro 27e Ould Moumena Miloud 114e (pen.) / Belkheira 86e Belmokhtar 112e | Stade 19 juin d'Oran                    |
| 10                                                                     | IRB Mohamadia (D2)           | 2 - 3 (a.p)       | IRB Medrissa (D3)         | Chaouach 55e 85e / Kalakhi (1) 65e Mekhloufi (2) 75e Mekhloufi (1) 102e                       | Stade de Meflah Aoued, Mascara          |

## Seizièmes de finale
Les matchs des seizièmes de finale se sont joués le vendredi 15 février 1985, (1er tour national / 51 buts en 16 matches).
| Club 1               | Résultat                  | Club 2               | Buteurs                                                                              | Stade                                   |
| -------------------- | ------------------------- | -------------------- | ------------------------------------------------------------------------------------ | --------------------------------------- |
| RS Kouba (D1)        | 2 - 1                     | WKF Collo (D1)       | Abderahim 18e Laadjadj 88e / Kouadria 5e                                             | Stade 17 juin de Constantine            |
| MP Oran (D1)         | 1 - 1 (a.p) (5 - 3 t.a.b) | CM Belcourt          | Khellili 119e (pen.) / Atrouche 108e                                                 | Stade Maamar Sahli de Chlef             |
| ESM Guelma (D1)      | 1 - 1 (a.p) (4 - 3 t.a.b) | Chlef SO (D1)        | Chekati Mohamed Salah 93e / Benasri 102e                                             | Stade Bologhine d'Alger                 |
| WM Tlemcen (D1)      | 1 - 0 (a.p)               | ESM Bel Abbés        | Brahimi 119e                                                                         | Stade 19 juin d'Oran                    |
| IRB Setif (D2)       | 2 - 1                     | JE Tizi Ouzou (D1)   | Zerroug 13e Saadouni 14e Madani 60e / Belahcen 57e                                   | Stade communal de Béjaia                |
| WO Boufarik (D1)     | 3 - 3 (a.p) (5 - 4 t.a.b) | CM Constantine (D2)  | Benkhalidi 14e 109e Bouhali 22e / Laaraba 31e Laib 74e Belamri 117e (pen.)           | Stade Abdelkader Chabbou de Annaba      |
| GCR Mascara (D1)     | 2 - 1                     | USK Alger (D2)       | Belloumi 75e Mekhloufi 87e / Baaziz 15e                                              | Stade 24 février 1956 de Sidi Bel Abbés |
| MP Alger (D1)        | 2 - 1                     | Nadit Oran (D2)      | Sebbar 20e 88e / Zine 75e                                                            | Stade Opow Birouana de Tlemcen          |
| EP Setif (D1)        | 3 - 0                     | SR Khemis (D2)       | Gherib (1) Mourad 43e Arabet 65e Gherib (2) Mustapha 87e                             | Stade Bologhine d'Alger                 |
| USM El Harrach (D1)  | 0 - 0 (a.p) (3 - 2 t.a.b) | IRB Relizane (D2)    | /                                                                                    | Stade Opow de Mostaganem                |
| USM Annaba (D1)      | 4 - 2                     | NE Bel Abbés (D2)    | Ali Messaoud 10e Benkhadim 43e Hammi 54e Guerriche 77e / Hmaida 27e (pen.) Mehdi 85e | Stade 20 août 1955 d'Alger              |
| JS Bordj Ménail (D1) | 4 - 1                     | USM Blida (D2)       | Hamrani 13e Tonkin 29e Bousri 79e Hadjras 83e / Zane 19e                             | Stade 20 août 1955 d'Alger              |
| JCM Tiaret (D1)      | 3 - 1                     | IRB Medrissa (D3)    | Benzineb 4e Ardjaoui 36e Beloued 64e / Halimi 6e                                     | Stade Fréres Braci de Saida             |
| MB Batna (D2)        | 1 - 0                     | ESOM Mostaganem (D2) | Chaibanou 70e                                                                        | Stade 1er novembre 1954 de Tizi Ouzou   |
| Nadi Alger           | 3 - 2 (a.p)               | MB El Eulma (D3)     | Abdesslam 79e 94e Benziane 108e / Tebib 15e Benkhelifa 119e                          | Stade 1er novembre 1954 de Tizi Ouzou   |
| CRE Constantine (D3) | 4 - 0                     | SOC Annaba (D3)      | Zoubir Bouzid (2) 14e 15e 70e Debchi 82e                                             | Stade 8 mai 45 de Sétif                 |

## Huitièmes de finale
Les matchs des huitièmes de finale se sont joués le vendredi  12 avril 1985
| Club 1               | Résultat           | Club 2               | Buteurs                                                | Stade                           |
| -------------------- | ------------------ | -------------------- | ------------------------------------------------------ | ------------------------------- |
| ESM Guelma (D1)      | 1 - 2              | MB Batna (D2)        | Chakati II 17e (csc), Djender 34e / Aouissi 14e        | Stade 8 mai 45 Sétif            |
| JCM Tiaret (D1)      | 0 - 1              | CRE Constantine (DH) | Benlaid 42e                                            | Stade Bologhine                 |
| JS Bordj Menaïl (D1) | 4 - 2 ap           | EP Sétif (D1)        | Bousri 32e 100e 103e, Kerraz 68e / Bendjabalah 76e 86e | Stade du 5 juillet 1962 d'Alger |
| MP Alger (D1)        | 1 - 0              | WM Tlemcen (D1)      | Bouiche 29e                                            | Stade 17 juin (Constantine)     |
| MP Oran (D1)         | 3 - 0              | WO Boufarik (D1)     | Khellili 27e 81e, Sebbah 41e                           | Stade 8 mai 45 Sétif            |
| NADI Alger (D2)      | 1 - 2              | RS Kouba (D1)        | Benahal 17e (pen.) / Ouidir 3e, Ladjadj 13e            | Stade 20 août 55 d'Alger        |
| USM Annaba (D1)      | 0 - 1              | IRB Sétif (D2)       |                                                        | - match retard                  |
| USM El Harrach (D1)  | 0 - 0 (2- 3 t.a.b) | GCR Mascara (D1)     | /                                                      | Stade 17 juin Constantine       |

## Quarts de finale
Les matchs des quarts de finale se sont joués les  jeudi 30 et vendredi  31 mai 1985 à 23h00.
| Club 1               | Résultat          | Club 2         | Buteurs                                   | Stade                                                             |
| -------------------- | ----------------- | -------------- | ----------------------------------------- | ----------------------------------------------------------------- |
| MP Oran (D1)         | 1 - 0             | RS Kouba (D1)  | Mechri Bachir 80e                         | Jeudi 30 mai 1985 (23h00, ramadan) au Stade 17 juin (Constantine) |
| JS Bordj Ménail (D1) | 1 - 0             | MP Alger (D1)  | Bousri 29e                                | Stade 19 juin 1965 d'Oran                                         |
| CRE Constantine (DH) | 2 - 1             | MB Batna (D2)  | Bouzid (2) 19e Benkénida 9e / Mellala 55e | stade 8 mai 1945 de Sétif                                         |
| GCR Mascara (D1)     | 1 - 1 (4-3 t.a.b) | IRB Sétif (D2) | Chaabane Larbi 48e / Belkheir 11e         | stade 20 août 55 à Alger                                          |

## Demi-finales
Les matchs des demi-finales se sont joués le jeudi  6 juin 1985 à 22h00 et 00h00 (mois de Ramadhan)
| Club 1               | Résultat            | Club 2               | Buteurs                                             | Lieu                                  |
| -------------------- | ------------------- | -------------------- | --------------------------------------------------- | ------------------------------------- |
| MP Oran (D1)         | 2 - 2 (3 - 2 t.a.b) | JS Bordj Ménail (D1) | Benmimoun 46e Mechri B. 64e / Bousri 48e Ferhat 60e | Stade 5 juillet 1962 (Alger) à 00h00. |
| CRE Constantine (DH) | 1 - 0               | GCR Mascara (D1)     | Benkénida 60e                                       | Stade 5 juillet 1962 (Alger) à 22h00  |

## Finale
La finale a eu lieu au Stade 5 juillet 1962 à Alger, le vendredi  21 juin 1985 à 17h00 devant 35.000 spectateurs.
| 21 juin 1985 | MP Oran                                            | 2 - 0          | CRE Constantine | Stade 5 juillet 1962 (Alger) | |
| 18h00 UTC+1  | Benyoucef 58e · Meziane 79e                        | (0 - 0, 2 - 0) |                 | Spectateurs : environ 35,000 Diffuseur : entv Arbitrage : Abderrahmane Bergui Arbitres assistants : roumai said , bergui abderrahmane | Spectateurs : environ 35,000 Diffuseur : entv Arbitrage : Abderrahmane Bergui Arbitres assistants : roumai said , bergui abderrahmane |
| 18h00 UTC+1  | el-djemhouria numéro 6233 du samedi 22 juin 1985 . |                |                 | Spectateurs : environ 35,000 Diffuseur : entv Arbitrage : Abderrahmane Bergui Arbitres assistants : roumai said , bergui abderrahmane | Spectateurs : environ 35,000 Diffuseur : entv Arbitrage : Abderrahmane Bergui Arbitres assistants : roumai said , bergui abderrahmane |

| |  |  |  |
| \| Coupe d'Algérie de Football Vainqueur 1985 \| \| ------------------------------------------ \| \| MP Oran 3e titre \| |  |  |  |
| Coupe d'Algérie de Football Vainqueur 1985                                                                               |  |  |  |
| MP Oran 3e titre |  |  |  |

### Feuille de match
| Équipes         | MP Oran - CRE Constantine |
| Score           | 2 - 0 |
| Date            | 21 juin 1985 |
| Stade           | Stade du 5-Juillet-1962, Alger |
| Affluence       | 35 000 spectateurs |
| Arbitre         | M. Abderrahmane Bergui, assisté de M. Said Roumani et Rachid Medjiba |
| Buts            | Benyoucef boutkhil (58e) et Meziane (79e) |
| MP Oran         | Bachir Sebaâ (cap), Lakhdar Benarmas, Arezki Lebbah, Ouanes Mechkour, Abdelhafid Bellabès, Tahar Chérif El-Ouazzani, Bachir Mecheri (Lahouari Lakhal 87e), Benyagoub Sebbah (Choukry Moulessehoul 83e), Habib Benmimoun, Boutkhil Benyoucef, Mourad Meziane ; Entraineur : Abdellah Mecheri |
| CRE Constantine | Abdelkader Boutemdjet, Larbi Aïchoun, Ahmed Kesmoune (Hamza Diabi 75e), Hocine Boutaba, Djamel Debchi, Ahmed Boulfelfel, Youcef Bouzid, Abdelaziz Fendi (cap), Samir Benkenida, Zoubir Bouzid, Salim Slimani ; Entraineur : Rabah Zid                                                       |
| Avertissements  | Abdelkader Boutemdjet (CREC) et Ouanes Mechkour (MPO) |
| Expulsions      | / |

## Meilleurs Buteurs
Total de 159 buts en 61 matches
- 6 buts: Samir Benkenida (CRE Constantine), Abdesslem Bousri (JS Bordj Menaïel)
- 4 buts: Zoubir Bouzid (2) (CRE Constantine),
- 3 buts: Nacer Bouiche (JE Tizi Ouzou), El Hadi Khellili (MP Oran), Mourad Ardjaoui (JCM Tiaret), Baâziz (USK Alger)
- 2 buts: 11 joueurs

## Finale cadets
Source :
| 18 juin 1985 | ASC Oran                    | 4 – 0   | USM Annaba (APC) (APC :ex-HAMRA)                                                                                              | Stade d'El Annasser, (Alger)                        |                                                     |
| UTC+1        | Aloui 40e 52e · Chadhli 79e | (1 – 0) | | Spectateurs : environ 15,000 Arbitrage : M. Halachi | Spectateurs : environ 15,000 Arbitrage : M. Halachi |
| UTC+1        | Entraineur : Kessairi       | Équipes | Doubaz, Bouhamchi, Talbi, Hanfous, Laib, Allali, Nia, Kadoum, Mebarek, Abdesslam, Naceri, Trabelssi. - Entraineur : Boudjefia | Spectateurs : environ 15,000 Arbitrage : M. Halachi | Spectateurs : environ 15,000 Arbitrage : M. Halachi |